# باري ماير
باري ماير (بالإنجليزية: Barrie Meyer)‏ (21 أغسطس 1932 ببورنموث في المملكة المتحدة - 13 سبتمبر 2015 بديربان في المملكة المتحدة) هو لاعب كريكت ولاعب كرة قدم بريطاني في مركز الهجوم. لعب مع نادي بريستول روفيرز ونادي بريستول سيتي ونيوبورت كونتي ونادي مقاطعة غلوستر للكريكت ‏.

## وصلات خارجية
- باري ماير على موقع إي آس بي آن كريك إنفو (الإنجليزية)
- باري ماير على موقع قاعدة بيانات كرة القدم.إي يو (الإنجليزية)